# 신반포 메이플자이
신반포 메이플자이(Sinbanpo Maple Xi)는 서울특별시 서초구 잠원동에 건설 중인 아파트 단지로, 신반포4지구를 29개동 3,307가구 규모로 재건축하는 사업이다.

## 같이 보기
- 자이 (아파트)